# Dugonginae
Dugonginae es una subfamilia de mamíferos sirenios de la familia Dugongidae.

## Taxonomía
- Subfamilia Dugonginae: consta de los siguientes géneros:			
  - †Bharatisiren (Bajpai & Domning, 1997)
  - †Corystosiren (Domning, 1990)
  - †Crenatosiren (Domning, 1991)
  - †Dioplotherium (Cope, 1883)
  - †Domningia (Thewissen & Bajpai, 2009)
  - Dugong (Lacépède, 1799)
  - †Kutchisiren (Bajpai et al., 2010)
  - †Nanosiren (Domning & Aguilera, 2008)
  - †Rytiodus (Lartet, 1866)
  - †Xenosiren (Domning, 1989)